# Kritonianos
Kritonianos (altgriechisch Κριτωνιανός) war ein antiker griechischer Bildhauer, der zu einer nicht genau bestimmbaren Zeit in der späteren römischen Kaiserzeit tätig war.
Kritonianos ist einzig durch ein wohl als Inschrift an einer Statuenbasis dienendes Epigramm bekannt, das im Rahmen der Anthologia Graeca überliefert ist. Laut diesem Epigramm eines unbekannten Schöpfers hat er eigenhändig eine Statue seiner Frau, Meltine, Tochter des Solon, gefertigt.